# Omocestus fontanai
Omocestus fontanai är en insektsart som beskrevs av Massa 2004. Omocestus fontanai ingår i släktet Omocestus och familjen gräshoppor. Inga underarter finns listade i Catalogue of Life.